# 北關東比例代表區
北關東比例代表區，是日本眾議院11個比例代表制選區之一。該選舉區設立於1994年，議員應選人數起初為21人，2000至2014年為20人，2017年時為19人。

## 地區
茨城縣、栃木縣、群馬縣、埼玉縣

## 選出議員
| 選舉屆數 | 第41屆                    | 第42屆                    | 第43屆                    | 第44屆                    | 第45屆                    | 第46屆                    | 第47屆                    | 第48屆                    | 第49屆                    |
| 選舉年   | 1996年                    | 2000年                    | 2003年                    | 2005年                    | 2009年                    | 2012年                    | 2014年                    | 2017年                    | 2021年                    |
| -------- | ------------------------- | ------------------------- | ------------------------- | ------------------------- | ------------------------- | ------------------------- | ------------------------- | ------------------------- | ------------------------- |
| #1       | 中曾根康弘 （自由民主党） | 中曾根康弘 （自由民主党） | 武山百合子 （民主党）     | 尾身幸次 （自由民主党）   | 高野守 （民主党）         | 牧原秀樹 （自由民主党）   | 西川公也 （自由民主党）   | 中根一幸 （自由民主党）   | 尾身朝子 （自由民主党）   |
| #2       | 神田厚 （新進党）         | 金子善次郎 （民主党）     | 佐田玄一郎 （自由民主党） | 石關貴史 （民主党）       | 佐田玄一郎 （自由民主党） | 上野宏史 （日本維新会）   | 小宮山泰子 （民主党）     | 長谷川嘉一 （立憲民主党） | 藤岡隆雄 （立憲民主党）   |
| #3       | 葉梨信行 （自由民主党）   | 森山眞弓 （自由民主党）   | 木下厚 （民主党）         | 西川公也 （自由民主党）   | 富岡芳忠 （民主党）       | 大島敦 （民主党）         | 牧原秀樹 （自由民主党）   | 森田俊和 （希望之党）     | 野中厚 （自由民主党）     |
| #3       | 葉梨信行 （自由民主党）   | 森山眞弓 （自由民主党）   | 本多平直 （民主党）       | 西川公也 （自由民主党）   | 富岡芳忠 （民主党）       | 大島敦 （民主党）         | 牧原秀樹 （自由民主党）   | 森田俊和 （希望之党）     | 野中厚 （自由民主党）     |
| #4       | 枝野幸男 （民主党）       | 石井啟一 （公明党）       | 小島敏男 （自由民主党）   | 福田昭夫 （民主党）       | 三宅雪子 （民主党）       | 石川昭政 （自由民主党）   | 石井啟一 （公明党）       | 永岡桂子 （自由民主党）   | 石井啟一 （公明党）       |
| #5       | 宮地正介 （新進党）       | 山岡賢次 （自由党）       | 石井啟一 （公明党）       | 中根一幸 （自由民主党）   | 額賀福志郎 （自由民主党） | 石井啟一 （公明党）       | 坂本祐之輔 （維新党）     | 石井啟一 （公明党）       | 牧原秀樹 （自由民主党）   |
| #6       | 金子滿廣 （日本共產党）   | 小林守 （民主党）         | 五十嵐文彦 （民主党）     | 石井啟一 （公明党）       | 石井啟一 （公明党）       | 山内康一 （眾人之党）     | 鹽川鐵也 （日本共產党）   | 牧原秀樹 （自由民主党）   | 中村喜四郎 （立憲民主党） |
| #7       | 森山眞弓 （自由民主党）   | 矢島恒夫 （日本共產党）   | 西川公也 （自由民主党）   | 小宮山泰子 （民主党）     | 柳田和己 （民主党）       | 永岡桂子 （自由民主党）   | 中根一幸 （自由民主党）   | 山川百合子 （立憲民主党） | 澤田良 （日本維新会）     |
| #8       | 青山二三 （新進党）       | 中山利生 （自由民主党）   | 小泉俊明 （民主党）       | 金子善次郎 （自由民主党） | 永岡桂子 （自由民主党）   | 石關貴史 （日本維新会）   | 宮崎岳志 （民主党）       | 青山大人 （希望之党）     | 田所嘉德 （自由民主党）   |
| #9       | 佐田玄一郎 （自由民主党） | 日森文尋 （社会民主党）   | 蓮實進 （自由民主党）     | 神風英男 （民主党）       | 川口浩 （民主党）         | 福田昭夫 （民主党）       | 石川昭政 （自由民主党）   | 中曾根康隆 （自由民主党） | 小宮山泰子 （立憲民主党） |
| #10      | 大畠章宏 （民主党）       | 田並胤明 （民主党）       | 松崎哲久 （民主党）       | 岡部英明 （自由民主党）   | 山内康一 （眾人之党）     | 簗和生 （自由民主党）     | 岡本三成 （公明党）       | 鹽川鐵也 （日本共產党）   | 鹽川鐵也 （日本共產党）   |
| #11      | 中島洋次郎 （自由民主党） | 尾身幸次 （自由民主党）   | 植竹繁雄 （自由民主党）   | 遠藤乙彦 （公明党）       | 石井章 （民主党）         | 岡本三成 （公明党）       | 鈴木義弘 （維新党）       | 堀越啟仁 （立憲民主党）   | 石川昭政 （自由民主党）   |
| #11      | 小島敏男 （自由民主党）   | 尾身幸次 （自由民主党）   | 植竹繁雄 （自由民主党）   | 遠藤乙彦 （公明党）       | 石井章 （民主党）         | 岡本三成 （公明党）       | 鈴木義弘 （維新党）       | 堀越啟仁 （立憲民主党）   | 石川昭政 （自由民主党）   |
| #12      | 福留泰藏 （新進党）       | 青山二三 （公明党）       | 遠藤乙彦 （公明党）       | 永岡桂子 （自由民主党）   | 新藤義孝 （自由民主党）   | 柏倉祐司 （眾人之党）     | 永岡桂子 （自由民主党）   | 佐藤明男 （自由民主党）   | 輿水惠一 （公明党）       |
| #13      | 矢島恒夫 （日本共產党）   | 武山百合子 （自由党）     | 鹽川鐵也 （日本共產党）   | 高山智司 （民主党）       | 鹽川鐵也 （日本共產党）   | 鈴木義弘 （日本維新会）   | 武正公一 （民主党）       | 岡本三成 （公明党）       | 五十嵐清 （自由民主党）   |
| #14      | 小林守 （民主党）         | 小泉俊明 （民主党）       | 中野讓 （民主党）         | 鹽川鐵也 （日本共產党）   | 野木實 （民主党）         | 小宮山泰子 （日本未来党） | 梅村早江子 （日本共產党） | 浅野哲 （希望之党）       | 坂本祐之輔 （立憲民主党） |
| #15      | 蓮實進 （自由民主党）     | 增田敏男 （自由民主党）   | 今井宏 （自由民主党）     | 牧原秀樹 （自由民主党）   | 遠藤乙彦 （公明党）       | 鹽川鐵也 （日本共產党）   | 今野智博 （自由民主党）   | 百武公親 （自由民主党）   | 中根一幸 （自由民主党）   |
| #16      | 二見伸明 （新進党）       | 鹽川鐵也 （日本共產党）   | 山岡賢次 （民主党）       | 細川律夫 （民主党）       | 中島政希 （民主党）       | 今野智博 （自由民主党）   | 尾身朝子 （自由民主党）   | 大河原雅子 （立憲民主党） | 高橋英明 （日本維新会）   |
| #17      | 深田肇 （社会民主党）     | 蓮實進 （自由民主党）     | 中野清 （自由民主党）     | 中森福代 （自由民主党）   | 柴山昌彦 （自由民主党）   | 武正公一 （民主党）       | 輿水惠一 （公明党）       | 小宮山泰子 （希望之党）   | 鈴木義弘 （国民民主党）   |
| #17      | 深田肇 （社会民主党）     | 蓮實進 （自由民主党）     | 中野清 （自由民主党）     | 大高松男 （自由民主党）   | 柴山昌彦 （自由民主党）   | 武正公一 （民主党）       | 輿水惠一 （公明党）       | 小宮山泰子 （希望之党）   | 鈴木義弘 （国民民主党）   |
| #18      | 植竹繁雄 （自由民主党）   | 五十嵐文彦 （民主党）     | 水島廣子 （民主党）       | 日森文尋 （社会民主党）   | 桑原功 （民主党）         | 新谷正義 （自由民主党）   | 石關貴史 （維新党）       | 神田裕 （自由民主党）     | 青山大人 （立憲民主党）   |
| #19      | 武山百合子 （新進党）     | 植竹繁雄 （自由民主党）   | 長澤廣明 （公明党）       | 山岡賢次 （民主党）       | 佐藤勉 （自由民主党）     | 坂本祐之輔 （日本維新会） | 福島伸享 （民主党）       | 高木鍊太郎 （立憲民主党） | 福重隆浩 （公明党）       |
| #20      | 新藤義孝 （自由民主党）   | 若松謙維 （公明党）       | 早川忠孝 （自由民主党）   | 並木正芳 （自由民主党）   | 玉木朝子 （民主党）       | 輿水惠一 （公明党）       | 木村弥生 （自由民主党）   |                           |                           |
| #21      | 細川律夫 （民主党）       |                           |                           |                           |                           |                           |                           |                           |                           |

## 相關項目
- 比例代表制
- 日本眾議院比例代表制選區列表